# František Faltus
František Faltus (5. ledna 1901, Vídeň – 6. října 1989, Praha) byl konstruktér a znalec v oboru ocelových konstrukcí, mostů a svařování, zakládající člen Mezinárodního sdružení pro mosty a konstrukce (IABSE), člen korespondent ČSAV.

## Biografie
Narodil se ve Vídni v české rodině 5. ledna 1901. Po studiu na Vysoké škole technické ve Vídni nastoupil v roce 1923 do mostárny Waagner-Biro ve Vídni, kde působil tři roky a mj. se podílel na návrhu ocelového mostu přes Dunajský kanál ve Vídni. V roce 1926 obhájil dizertační práci s názvem Příspěvek k řešení staticky neurčitých konstrukcí. Od 1. března 1926 působil jako konstruktér v Oddělení stavby mostů ve Škodových závodech v Plzni. Proslul zde projekty mostních konstrukcí, které přinášely do té doby novinku – technologii svařování. Podle jeho návrhu vznikl v roce 1931 celosvařovaný příhradový ocelový most v areálu Škodovky, největší ve své době, a v roce 1933 silniční most přes Radbuzu v Plzni (dnešní Tyršův most). Od roku 1945 působil jako profesor na ČVUT v Praze na Vysoké škole inženýrského stavitelství. Spoluobnovil První ústav mostního stavitelství, později Ústav ocelových konstrukcí a katedra ocelových konstrukcí. Působil jako vedoucí Katedry ocelových konstrukcí v letech 1946–1970, zavedl strukturovanou výuku. Byl členem stálého výboru Mezinárodního sdružení pro mosty a konstrukce v Curychu. Zemřel v Praze 6. října 1989.

## Významné stavby a konstrukce
František Faltus se podílel na vzniku mnoha konstrukcí ať již jako autor, spoluautor či jako konzultant.
- most ve Škodových závodech (1931), v době vzniku nejdelší celosvařovaný příhradový ocelový most na světě s rozpětím 49,6 m[8][9]

- Tyršův most v Plzni (1933), první a tehdy nejdelší zcela svařovaný obloukový most na světě s rozpětím 50,6 m[10][11]
- Štefánikův most v Praze (1951)[zdroj?]
- svařovaná konstrukce těžké kovárny v NHKG v Kunčicích
- hangár v Praze – Ruzyni
- tlaková nádoba pro JE A1 v Jaslovských Bohunicích na Slovensku
- Žďákovský most (1964)

## Odborná literatura
- Svařované konstrukce příhradové (1947)
- Americké ocelové mosty (1949)
- Mostní stavitelství (1949)
- Prvky ocelových konstrukcí (1951)
- Příručka svařování (1953)
- Ocelové konstrukce pozemního stavitelství (1960)
- Plnostěnné ocelové mosty trámové (1965)
- Ocelové mosty, příhradové, obloukové a visuté (1971)
- Spoje s koutovými svary (1981)
- Skripta
  - Stabilita lomených prutů namáhaných na vzpěr – stabilita příhradových rámových rohů
  - Prvky ocelových konstrukcí
- a další, u mnohých publikací byl spoluautorem